# Vinelz
Vinelz (Fenil en francès) és un municipi del cantó de Berna (Suïssa), situat a l'antic districte d'Erlach i a l'actual districte administratiu del Seeland.